# Jim Morrison
Jim Morrison (született James Douglas Morrison) (Melbourne, Florida, 1943. december 8. – Párizs, 1971. július 3.) amerikai énekes, dalszövegíró és költő.
A népszerű amerikai The Doors rockzenekar vezető énekese és dalszövegírója volt. Számos verseskötete is megjelent, a filmezés is foglalkoztatta.
Apja, George Stephen Morrison tengernagy az USA Haditengerészeténél szolgált, anyja Clara Clark Morrison. Jimet szigorú, konzervatív szellemben nevelték, azonban ő minden alkalmat megragadott, hogy ellenkező nézeteinek hangot adjon. Óriási hatással volt rá Baudelaire, Rimbaud, Verlaine, William Blake, Joyce, Nietzsche, Poe, Jack London, Oscar Wilde, Keats, Percy Bysshe Shelley, Walt Whitman költészete, Kerouac Úton c. műve és a görög mítoszvilág.

## Gyermekkor
Morrison szerint élete egyik legfontosabb eseménye 1947-ben történt egy új-mexikói családi kirándulás alkalmával. Az eseményt a következőképpen írta le:
"Az első alkalom, amikor rádöbbentem mi is az a halál… amikor én, anyám, apám és nagyapám és nagymamám a hajnali sivatagon hajtottunk keresztül éppen. Egy teherautónyi indiánba beleszaladt egy másik autó, vagy valami hasonló történhetett – az indiánok szét voltak szóródva az autópályán és véreztek, elvéreztek. Én még gyerek voltam, ezért az autóban kellett maradnom, amíg apám és nagyapám kiszálltak. Nem láttam semmit, csak fura piros festéket és embereket feküdni szanaszét, de tudtam történt valami, mert meg lehetett markolni az emberek vibrálását körülöttem, és hirtelen rájöttem, hogy ők sem tudnak többet arról, ami történt, mint én. Ez volt az első eset, hogy félelmet éreztem… és tényleg úgy gondolom, hogy egy-két halott indián lelke ott rohangált rémülten körülöttünk, majd a szívemben lenyugodtak. Olyan voltam mint egy szivacs, kész voltam ott ülni és magamba fogadni őket."
Morrison később felidézi ezt az eseményt a "Dawn's highway" és a "Peace frog" című dalban: "Indians scattered on dawn's highway bleeding/All over the highway, bleeding to death.""  illetve "Indians scattered on dawn's highway bleeding/Ghost crowd the young child's fragile egg shell mind."

## The Doors

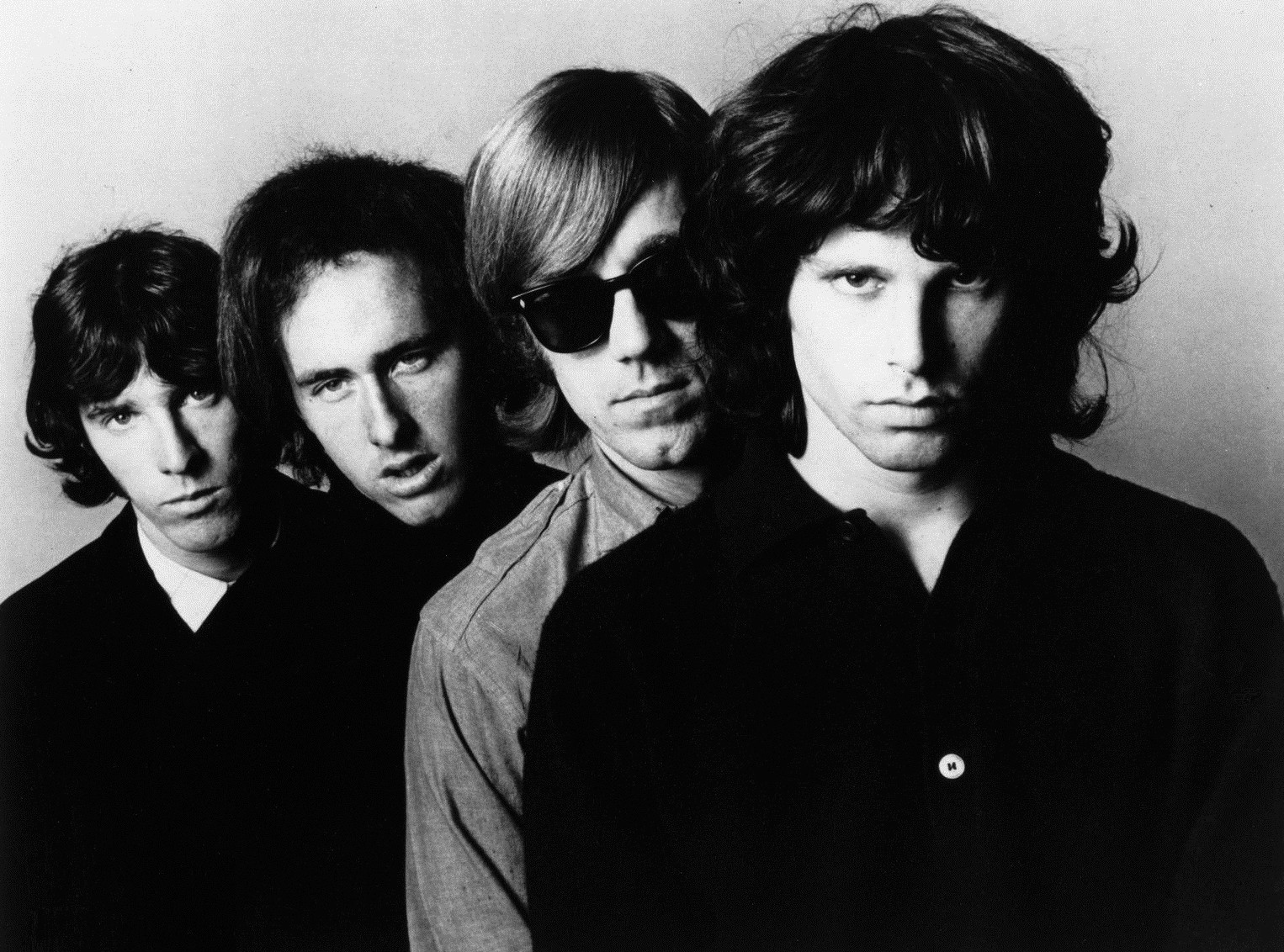
The Doors

Az 1960-as évek kezdetén Morrison a Florida State Universityre járt, amit később abbahagyott és érdeklődése inkább az új irányvonalak és szenzációk felfedezése felé fordult. Bohém életet élt Kaliforniában amíg a University of California, Los Angeles (UCLA) filmes tagozatára járt, sodródva kanapék és lakások között, Venice-ben (Los Angeles, Kalifornia) lógva és mohón olvasva különböző könyveket.
Miután otthagyta a UCLA-t, Morrison felolvasta néhány költeményét egy iskolatársának, Ray Manzareknek, és azon nyomban egy rockzenekar alapítása mellett döntöttek. A csapathoz csatlakozott még Robby Krieger és John Densmore is. A The Doors név Aldous Huxley könyvéből, The Doors Of Perception-ből ered, aki William Blake-től kölcsönözött néhány sort: "When the doors of perception are cleansed / Things will appear as they are, Infinite" („Ha az érzékelés ajtói megtisztulnának, minden úgy tűnne fel az ember előtt, amilyen valójában: Végtelennek.” fordította: Szenczi Miklós). Felhasználta egyedi énekstílusát, és kiaknázta a költeményekben rejlő misztikus utalásokat.
Morrison felvette a „Mr. Mojo Risin” becenevet, mint a Jim Morrison anagrammáját és ezt fel is használta az L.A. Woman című szám refrénjében. Hívták még őt The Lizard King-nek (Gyíkkirály) is, ami híres költeményéből, a Celebration of the Lizard-ból ered. A költemény egy része megjelent a Waiting For The Sun című albumukon és musical is készült belőle az 1990-es években.
Morrison már a The Doors megalakulása előtt fogyasztott kábítószereket, rendszeresen ivott alkoholt, és részt vett bacchanalia fesztiválokon. Emiatt sokszor előfordult, hogy a felvételek alatt is illuminált állapotban volt (a Five To One dal felvételén lehet hallani, ahogy csuklik). Jim Morrison előadásmódja több emberre is befolyással volt, többek között Patti Smithre. Élő előadásai gyakran sámánista elemeket is tartalmaztak.

## Halála

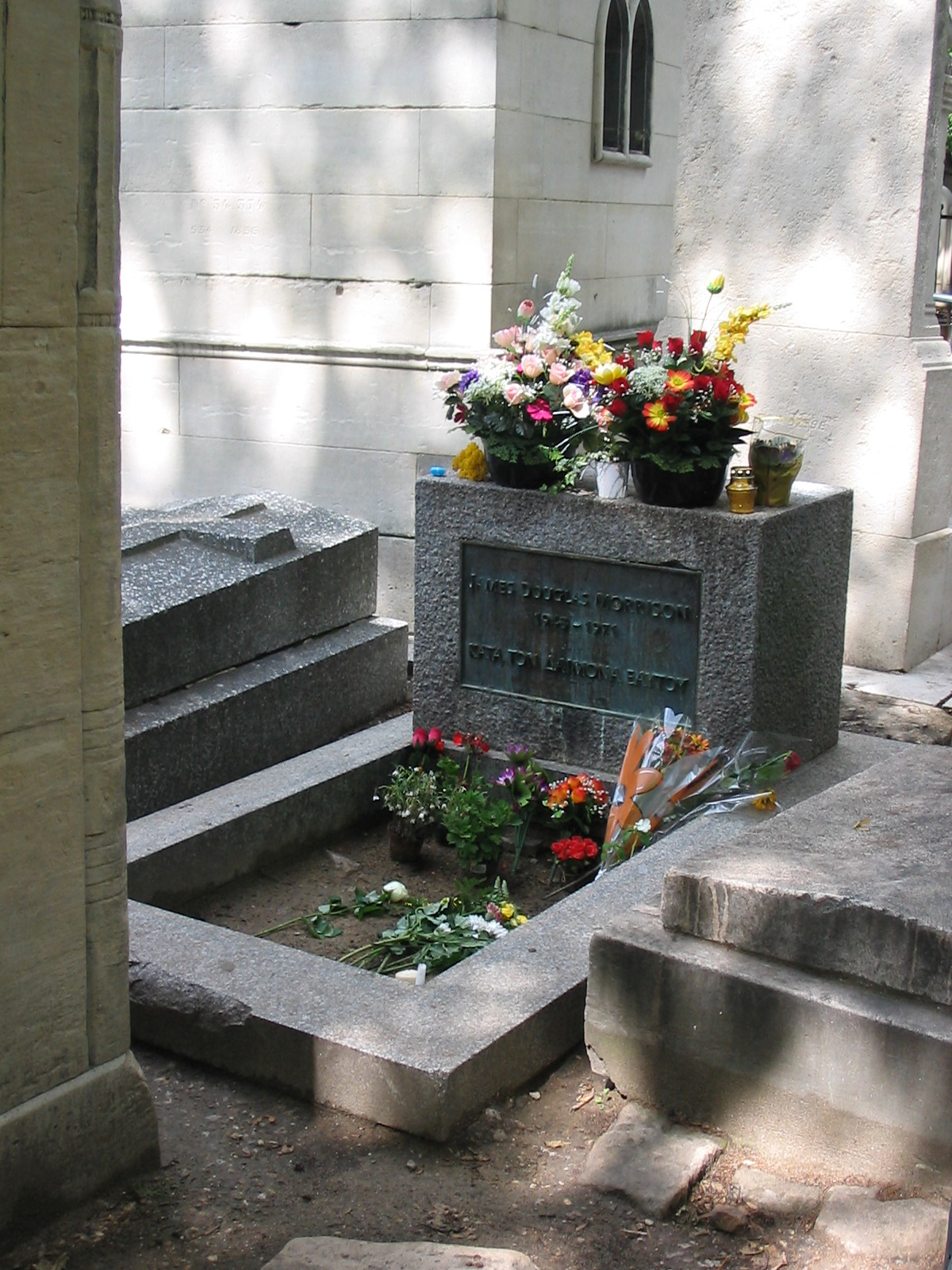
Morrison sírja a párizsi Père-Lachaise temetőben

27 évesen, 1971. július 3-án halt meg Párizsban, a fürdőkádjában találtak rá; rajongók és biográfusok találgatnak, hogy halálát kábítószer-túladagolás vagy az amerikai kormány által megrendezett merénylet okozta-e. Morrison halála előtt többször is megjegyezte, hogy ő a harmadik. Utóbb azzal magyarázták, hogy Jimi Hendrix és Janis Joplin után ő lett a harmadik fiatalon, egyes konteók szerint rejtélyes körülmények közt elhunyt zenész. A hivatalos jelentés szívinfarktust jelölt meg a halál okaként. Morrisont a híres Père-Lachaise temetőben temették el Párizs keleti részén, azonban rajongói sok kellemetlenséget okoznak a temetőnek, ott szemetelve és összefirkálva a sírokat, ezért felmerült, hogy új nyugvóhelyet kellene keresni neki.

## Posztumusz
Feltámadásáról szóló történetek szinte közvetlenül a halála után megjelentek, amikor a Bank of Americá-val állítólag kapcsolatba lépett Jim Morrison. 1975-ben a Zeppelin Publishing CO megjelentette a "The Bank Of Amerika of Lousiana" című könyvet, aminek a nyitószavai a következők:
"Ez a Történet egy halott hollywood-i szuper hippy rocksztár jól nevelt lousiana-i bankárként történő újra megjelenéséről szól. Az egész tényeken alapszik, azonban arra nincs garancia, hogy az egész könyv ragaszkodna a tényekhez, mivel néhány dolgot – például neveket – meg kellett változtatni, különben újra bíróság elé kerültem volna. Ez egy regényes regény, s a két hasonlóan leírt szóból az első melléknév és a második a főnév. A bírósági eljárás megkönnyítéséhez megjegyzem, hogy az egész csupán kitaláció."
Jim Morrison
A The Doors állítja, hogy a szerző WE Casselberry – vagyis Casselberry maga Morrison (egy Casselberryt megemlítenek, azonban a könyv szerzői joga Morrisoné.)
"Egy nagy tüzes üstökösnek, egy hullócsillagnak látom magamat. Mindenki megáll, felnéz és elakad a lélegzete "Azt nézd meg!" Azonban akkor – huss, már el is tűntem… és soha többé nem fognak olyat látni, de nem is lesznek képesek elfelejteni engem – soha." – Jim Morrison
2013-ban Morrisonról neveztek el egy ősi, 40 millió éve élt óriásgyíkfajt, mely a Barbaturex morrisoni nevet kapta. A kutatást vezető Jason Head azt nyilatkozta, hogy gyakran hallgatta a Doors lemezeit, és mivel Morrisont gyakran gyíkkirálynak nevezték, adta magát az ötlet.

## Diszkográfia

### The Doors
- The Doors (1967)
- Strange Days (1967)
- Waiting for the Sun (1968)
- The Soft Parade (1969)
- Morrison Hotel (1970)
- Absolutely Live (1970)
- L.A. Woman (1971)
- Other Voices (1971)
- Full Circle (1972)
- An American Prayer (An American Prayer: Jim Morrison) (1978) (utolsó élő felvétel Jim Morrisonnal)
- Bright Midnight: Live In America (2002)

## Könyvek, amelyeket állítólag Jim Morrison írt
- Light My Fire (1978, Első kiadás 1975) ISBN 0-915628-07-4
- American Prayer (1983) ISBN 0-915628-46-5
- Bank of America of Louisiana (1983) ISBN 0-915628-00-7
- IBM Oil: Asylum in a Danish Embassy behind the Iron Curtain (1985) ISBN 0-915628-35-X
- CIA Psychic (1986) ISBN 0-915628-01-5
- Eyes: Poetry of Jim Morrison 1967-1971 (1986) ISBN 0-915628-40-6
- Sparkerpolice Guidebook: How to Play Sparkerpolice (1986) ISBN 0-915628-17-1

## Magyarul megjelent könyvek
- Göbölyös N. László: Jim Morrison. Az ajtókon innen és túl; Katalizátor Iroda, Budapest, 1991 (második kiadás: Cartaphilus 1992; további: 2001, ISBN 9639303321)
- A Sárkánygyík igézetében. Kollázs-oratórium Jim Morrison szavaiból; szerk. Bihari Balázs, Márkus János, Zsolnai Rita; Bihari Balázs, Budapest, 1991
- Jim Morrison versek; fotó ifj. Dabi István, ford. Ürögdi Barbara; Dabi István–Ürögdi Barbara, Budapest, 1993
- Amerikai ima; vál., ford. Földes (Hobo) László; Orpheusz–Új Mandátum, Budapest, 1993
- Love me two times. Jim Morrison versek; magánkiadás, Kecskemét, 1996
- Indián varázsló. Jim Morrison (1943–1971); szerk., ford. Szöllősi Péter et al., graf. Molnár Péter, Sebők Kata, Dudás Gábor; Vagabund, Kecskemét, 1999 ISBN 963-86005-5-1
- A zenének vége. Jim Morrison versei és dalszövegei Hobo (Földes László) fordításában; Cartafilus, Budapest, 1999 ISBN 963-9303-22-4
- Párizs, végállomás. Jim Morrison (1943–1971); szerk., ford. Szöllősi Péter et al., graf. Dudás Gábor, Sebők Kata; Vagabund, Kecskemét, 1999
- Csörgőkígyó-blues. Jim Morrison (1943–1971); szerk., ford. Szöllősi Péter et al., graf. Dudás Gábor, Sebők Kata; Vagabund, Kecskemét, 1999 ISBN 963-85939-6-2)
- Szeretlek és gyűlöllek. Jim Morrison (1943–1971); szerk., ford. Szöllősi Péter et al., graf. Molnár Péter, Sebők Kata, Dudás Gábor; Vagabund, Kecskemét, 1999
- Göbölyös N. László: Az ajtókon innen és túl. Jim Morrison; Morrison-szövegek, versford. Göbölyös N. László et al.; 5. átdolg. kiad.; Cartaphilus, Budapest, 2001
- A zenének vége. Jim Morrison versei és dalszövegei Hobo (Földes László) fordításában; 2. jav. kiad.; Cartaphilus, Budapest, 2001
- Stephen Davis: Jim Morrison élete, legendája, halála; ford. Sipos Katalin; Cartaphilus, Budapest, 2005
- Ben Fong-Torres: The Doors; ford. Wolf Péter; Cartaphilus, Budapest, 2008 (Legendák élve vagy halva)
- Wallace Fowlie: Lázadó költők. Rimbaud 130 – Morrison 50; ford. Császár Zoltán; Nyom6, Budapest, 2021

## További információ
- Jim Morrison a PORT.hu-n (magyarul)
- Jim Morrison az Internet Movie Database-ben (angolul)
- Jim Morrison a Rotten Tomatoeson (angolul)